# Zambia International 2015
Die Zambia International 2015 als offene internationale Meisterschaften von Sambia im Badminton fanden vom 26. bis zum 29. November 2015 in Lusaka statt.

## Sieger und Platzierte
| Disziplin    | Gold                            | Silber                                   | Bronze                                       |
| ------------ | ------------------------------- | ---------------------------------------- | -------------------------------------------- |
| Herreneinzel | Vatannejad-Soroush Eskandari    | Indra Bagus Ade Chandra                  | Martin Giuffre                               |
| Herreneinzel | Vatannejad-Soroush Eskandari    | Indra Bagus Ade Chandra                  | Giovanni Greco                               |
| Dameneinzel  | Kate Foo Kune                   | Soraya Aghaei Hajiagha                   | Jeanine Cicognini                            |
| Dameneinzel  | Kate Foo Kune                   | Soraya Aghaei Hajiagha                   | Grace Gabriel                                |
| Herrendoppel | Andries Malan Willem Viljoen    | Ali Ahmed El Khateeb Abdelrahman Kashkal | Vatannejad-Soroush Eskandari Farzin Khanjani |
| Herrendoppel | Andries Malan Willem Viljoen    | Ali Ahmed El Khateeb Abdelrahman Kashkal | Giovanni Greco Rosario Maddaloni             |
| Damendoppel  | Nadine Ashraf Menna Eltanany    | Negin Amiripour Soraya Aghaei Hajiagha   | Grace Gabriel Ogar Siamupangila              |
| Damendoppel  | Nadine Ashraf Menna Eltanany    | Negin Amiripour Soraya Aghaei Hajiagha   | Ngandwe Miyambo Delphine Nakanyika           |
| Mixed        | Abdelrahman Kashkal Hadia Hosny | Juma Muwowo Ogar Siamupangila            | Mark Banda Evelyn Siamupangila               |
| Mixed        | Abdelrahman Kashkal Hadia Hosny | Juma Muwowo Ogar Siamupangila            | Chongo Mulenga Mary Chilambe                 |